# Чемпионат Европы по фигурному катанию 1922
Чемпионат Европы по фигурному катанию 1922 года проходил в Давосе (Швейцария). Чемпионат был первым после семилетнего перерыва, связанного с Первой мировой войной. Соревновались только мужчины. В соревнованиях приняло участие рекордное количество спортсменов, и рекордное количество стран, для европейских чемпионатов. Победу одержал Вилли Бёкль.

## Результаты
| Место | Имя               | Страна       |
| ----- | ----------------- | ------------ |
| 1     | Вилли Бёкль       | Австрия      |
| 2     | Фриц Кахлер       | Австрия      |
| 3     | Эрнст Оппахер     | Австрия      |
| 4     | Вернер Риттбергер | Германия     |
| 5     | Мартин Стиксруд   | Норвегия     |
| 6     | Сакари Илманен    | Финляндия    |
| 7     | Гуннар Якобсон    | Финляндия    |
| 8     | Артур Фирегг      | Германия     |
| 9     | Георг Гаучи       | Швейцария    |
| 10    | Вильгельм Чех     | Чехословакия |